# Limia grossidens
Limia grossidens är en fiskart som beskrevs av Rivas, 1980. Limia grossidens ingår i släktet Limia och familjen Poeciliidae. Inga underarter finns listade i Catalogue of Life.